# Палу (Сулавеси)
Па́лу (индон. Palu) — город на острове Сулавеси, Индонезия. Административный центр провинции Центральный Сулавеси.

## География
Город расположен в 1650 километрах от Джакарты. Стоит в устье реки Палу. Климат влажный.

## История

### Землетрясение 2005 года
24 января 2005 года в городе произошло мощное землетрясение магнитудой 6,2. Эпицентр землетрясения находился в 16 километрах к юго-востоку от города на глубине 30 километров у небольшой деревне Бора. Палу охватила паника, люди искали убежище в горах, опасаясь цунами.
В результате погиб один человек, 4 ранены, разрушено 177 зданий.

### Землетрясение и цунами 2018 года
В результате землетрясений магнитудой 7,1 и 7,4 и цунами 28 сентября 2018 года в городе Палу погибло 2090 человек, ещё 540 человек пострадали.